# Horizonte Perdido
Horizonte Perdido ("Lost Horizon") é um romance publicado em 1933 escrito pelo autor britânico James Hilton. O livro se transformou num filme homônimo em 1937 pelo diretor Frank Capra. Está relacionado à origem do mito da cidade mística de Shangri-La, que fica escondida nas montanhas do Tibet.

## Enredo
Horizonte Perdido é a história de um grupo de pessoas que, fugindo da guerra, é sequestrado para uma longínqua montanha do Tibete, Shangri-lá. De acesso quase impossível para quem não conhecesse perfeitamente o caminho, as pessoas que lá chegavam não tinham a mínima possibilidade de voltar. Foram maravilhosamente recebidos, mas na realidade estavam prisioneiros.
Na pequena aldeia havia um mosteiro, fundado por um francês. E, como os que lá habitavam tinham uma vida muito longa, ele ainda era o Lama Superior.
Pressentindo que seu fim se aproximava, escolhera o líder do grupo sequestrado para ser seu sucessor, mas este se vê forçado a levar seus companheiros de volta. Talvez um dia ele ainda retorne a Shangri-lá.